# Томас, Шан
Шан То́мас (англ. Sian Thomas; род. 22 сентября 1953, Стратфорд-апон-Эйвон, Уорикшир, Англия, Великобритания) — валлийская актриса.
Томас училась в лондонской Центральной школе сценической речи и драматического искусства. В 1978 году она успешно прошла прослушивание и присоединилась к труппе Гражданского театра в Глазго, где собралось множество талантливых актёров, среди которых были Руперт Эверетт, Тим Рот, Пирс Броснан, Киаран Хайндс. Проработав до того несколько лет в репертуарном театре и едва не разочаровавшись в актёрской профессии, Томас начала наконец получать удовольствие от своей работы.
Успешная театральная карьера Томас продолжалась в Королевском национальном театре, Королевской шекспировской компании, театральном объединении «Общий опыт» и других столичных и региональных театрах. Она исполняла роли Леди Макбет и Гертруду в постановках «Макбета» и «Гамлета». Роль второго плана в «Дяде Ване» театральной труппы Renaissance Кеннета Браны и Дэвида Парфитта принесла Томасу престижную награду Британской театральной ассоциации (TMA) в 1991 году. За роль в постановке «Хватайте всё» в Вест-Эндском театре она была номинирована на премию Лоренса Оливье за лучшую роль второго плана.
Помимо работы в театре Томас участвует в съёмках кинофильмов и телевизионных сериалах. Её можно видеть как в костюмированных драмах («Ярмарка тщеславия»), так и в полицейских детективах («Чисто английское убийство», «Таггерт»). Широкому зрителю Томас известна по роли Амелии Боунс в фильме «Гарри Поттер и Орден Феникса» (2007).

## Избранная фильмография
- 1989 — Эрик-викинг
- 1997 — Зимний гость
- 2004 — Ярмарка тщеславия
- 2006 — Парфюмер: История одного убийцы
- 2007 — Гарри Поттер и Орден Феникса